# Кшиваниці (Мазовецьке воєводство)
Кшиваниці (пол. Krzywanice) — село в Польщі, у гміні Старожреби Плоцького повіту Мазовецького воєводства.
Населення — 155 осіб (2011).
У 1975-1998 роках село належало до Плоцького воєводства.

## Демографія
Демографічна структура станом на 31 березня 2011 року:
|          | Загалом | Допрацездатний вік | Працездатний вік | Постпрацездатний вік |
| -------- | ------- | ------------------ | ---------------- | -------------------- |
| Чоловіки | 82      | 19                 | 50               | 13                   |
| Жінки    | 73      | 13                 | 38               | 22                   |
| Разом    | 155     | 32                 | 88               | 35                   |